# Naturschutzgebiet Charlottenhofer Weihergebiet
Das Charlottenhofer Weihergebiet ist ein Naturschutzgebiet, FFH-Gebiet und EU-Vogelschutzgebiet nahe Schwandorf im Oberpfälzer Landkreis Schwandorf in Bayern.
Das Naturschutzgebiet befindet sich 6,2 Kilometer nordöstlich von Schwandorf. Es liegt zum Teil im Naturpark Oberpfälzer Wald und ist Bestandteil des Landschaftsschutzgebietes Charlottenhofer Weiher und den beiden zu großen Teilen deckungsgleichen Fauna-Flora-Habitat (FFH) Charlottenhofer Weihergebiet, Hirtlohweiher und Langwiedteiche sowie des EU-Vogelschutzgebietes Charlottenhofer Weihergebiet, Hirtlohweiher und Langwiedteiche.
Das 862 ha große Areal ist das zweitgrößte Naturschutzgebiet der Oberpfalz. Es ist der Rest eines alten Teichgebietes, von dem ein großer Teil durch den Braunkohleabbau verloren ging. Es stellt ein bedeutsames Rast- und national bedeutsames Brutgebiet für gefährdete Vogelarten dar. In diesem Gebiet sind Ausbildungen der Schwimmblatt-, Verlandungs-, Moor- und Bruchwaldgesellschaften anzutreffen.
Das Naturschutzgebiet wurde am 15. Dezember 1988 ausgewiesen.